# アントニ・リストフスキ

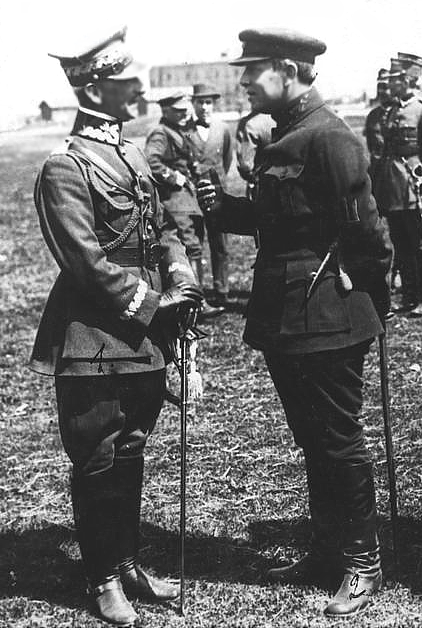
アントニ・リストフスキ（左）とシモン・ペトリューラ（右）

アントニ・リストフスキ (ポーランド語: Antoni Listowski 1865年3月29日、ワルシャワ - 1927年9月13日, ワルシャワ) は、ポーランド第二共和国の軍人。最終階級は少将。ポーランド・ソビエト戦争で活躍した。

1919年3月、リストフスキはピンスクの戦いで、第9歩兵師団を率いて赤軍に勝利した。冬になると赤軍はピンスクに猛攻撃をかけたが、リストフスキは第34歩兵連隊を率いるとともに耐え抜き、赤軍を川向うに撤退させた。
アントニ・リストフスキは、ロシア帝国軍の軍人だった。彼は最前線で幅広い経験を持つ熱烈な闘士であり、 国家間の国境地帯で必要に応じ機動するような場面で真価を発揮した。もし第9師団の指揮上で問題があったのであれば、リストフスキをシコルスキに代えたのはあまりにも拙速だった。—ユゼフ・レヴァンドフスキ、Józef Lewandowski. "History and Myth: Pinsk, April 1919", Polin 2, 1988.
1919年4月5日、リストフスキの部隊は35人のユダヤ人を殺害するというピンスク虐殺を起こした。2日後の4月7日、リストフスキは市民に対し、「街のユダヤ人は総じて図々しく恩知らずな犯罪者だった。」と述べ、虐殺を正当化した。